# Cheszwan
Cheszwan (hebr. חשון) zwany także marcheszwan. Drugi miesiąc żydowskiego kalendarza cywilnego, a ósmy kalendarza religijnego. Przypada na miesiące październik-listopad w kalendarzu gregoriańskim. Liczy 30 dni w roku zwykłym, a 29 w przestępnym. Przedrostek mar oznacza gorzki i oznacza, że w tym miesiącu nie przypadają żadne święta.